# ماشک
ماشک، کرسنه، گاودانه، باقلا (نام علمی: Vicia) نام یک سرده از زیرخانواده باقالی‌ها است.

## گونه‌ها
- باقلا Vicia faba
- گاودانه Vicia ervilia
- ماشک آمریکایی Vicia americana
- ماشک ارغوانی Vicia benghalensis
- ماشک انبار Vicia monantha
- ماشک باریک Vicia parviflora
- ماشک بوته‌ای Vicia sepium
- ماشک بهاری Vicia lathyroides
- ماشک بیتینی Vicia bithynica
- ماشک پیرنه‌ای Vicia pyrenaica
- ماشک جنگلی Vicia sylvatica
- ماشک چهاردانه‌ای Vicia tetrasperma
- ماشک دوبرگی Vicia unijuga
- ماشک زرد Vicia lutea
- ماشک زمستانی Vicia villosa
- ماشک ژاپنی Vicia japonica
- ماشک سیاه Vicia nigricans
- ماشک فلسطینی Vicia palaestina
- ماشک کاپادوکیه Vicia cappadocica
- ماشک کارولینایی Vicia caroliniana
- ماشک کلاغی Vicia cracca
- ماشک کوچک Vicia hirsuta
- ماشک گل‌بزرگ Vicia grandiflora
- ماشک گل‌ریز Vicia minutiflora
- ماشک مجارستانی Vicia pannonica
- ماشک معمولی Vicia sativa
- ماشک ناربونی Vicia narbonensis
- ماشک هاوایی Vicia menziesii